# 東急
東急（日语：／ Tōkyū */?，英文：TOKYU CORPORATION），原名東京急行電鐵（／ Tōkyō Kyūkō Dentetsu），日文簡稱「東急株」，是一家日本綜合企業及控股公司，為經營鐵路運輸、地產開發、旅館、渡假村、生活服務等事業之東急集團的母公司，總部位於日本東京都澀谷區。
其前身為1918年成立的土地開發公司「田園都市」、以及1922年成立的鐵路公司「目黑蒲田電鐵」等多家公司，至1942年整合為「東京急行電鐵」（大東急），並在二戰後以該公司為中心形成了東急集團；2019年9月2日，東京急行電鐵實施控股公司體制，公司本身改為現名，原持有的鐵路業務則分拆至新成立的全資子公司「東急電鐵」。東急並不是純粹的控股公司；雖然旗下擁有東急電鐵、東急百貨店、東急飯店等事業，但也直接經營房地產租賃業務（子公司東急不動產則經營綜合房地產業務），既是東急集團的核心公司，也是控股公司，所以公司名稱中並不包含「控股」。
以東急公司為首的東急集團，分為不動產、交通、旅館及渡假村、生活服務等四大事業；除了鐵路本業，旗下擁有百貨公司、旅館、不動產、醫院、廣告、建築營造、學校、機場經營等關係事業，並在這些外部事業擁有龐大的收益。東急在分拆出鐵路業務前，是日本的大手私鐵之一，主要營運來往東京都西南部至神奈川縣東部間的多條鐵路線。

## 歷史
創辦人澀澤榮一（日文：渋沢栄一）成立田園都市株式會社，開發東京都荏原郡（相當於現在品川區、目黑區、大田區、世田谷區的部分地區）的住宅用地與交通網絡，並改善生活機能。除了管理子公司外，從二次世界大戰前就開始與東急不動產開發東急集團的基地澀谷。另外也參與了仙台機場與富士山靜岡機場的經營。
原公司名為「東急電鐵」，曾經開發從東京西南部至神奈川縣東部的鐵路業務，在2019 年10 月1 日，將鐵路分拆為「東急電鐵株式會社」。此名稱乃因「東京急行電鐵」原簡稱「東京急行」，但於2006年1月1日開始將簡稱改為「東急電鐵」。目前本公司在證券交易的分類仍歸為「陸路運輸」。
但整個東急集團的房地產業務、酒店業務每年收入遠超過鐵路業務；以合併財務計算，東急集團整體營業收每年超過1兆日圓。（對應高物價）的收入超過1兆日圓。截至2020年3月，集團包括232家公司和5家法人，營業範圍尚涉及公車、房地產開發、零售、飯店和度假村等領域。此外，在1947年至1972年期間還擁有職業棒球隊「東急飛人隊」（北海道日本火腿鬥士隊的前身）。 1964 年之前，製作和發行電影的東映公司（原東橫映畫）也是東急集團的子公司。此外東急也曾是日航集團控股公司日本航空株式會社的最大股東，於2009年12月至2010年1月期間，出售股份後解除資本關係。
東急在東京證券交易所第一部上市，是日經 225（日經股票平均指數）的組成之一。另也被日本經濟產業省和東京證券交易所評選為促進女性賦權方面表現出色的公司。
於2019年3月27日召開的董事會議決定，向股東會提出分拆鐵路業務為獨立公司，以優化管理架構，並於2019年9月2日，田園都市株式會社成立101週年時，本公司更名為「東急株式會社」。在分拆軌道業務方面，於2019年4月25日成立「東急電鐵分割準備株式會社」，於9月2日更改名稱為「東急電鐵株式會社（英文名為TOKYU RAILWAYS Co., Ltd. ）」，於10月1日，鐵路軌道業務改由東急電鐵株式會社經營，東急電鐵株式會社也不再使用「東京急行電鐵」之名。
東急公司英文名稱則沿用「TOKYU CORPORATION」，並繼續直接經營以東急電鐵線為中心的房地產業務及其他業務。因此，與其他大手私鐵公司之純控股公司（如西武HD、相鐵HD、近鐵GHD、阪急阪神HD、京阪HD）不同，東急公司的名稱並未使用「控股（Holdings）」一詞。

## 商標
現在的商標是1973年5月成立50週年時制定的，也是各子公司商標的基本樣式。東急株式會社英文字樣為“TOKYU CORPORATION”，各集團子公司則寫上各自的英文名稱。此外也有「TOKYU GROUP」字樣的集團統一標誌。

舊標誌 （1943年5月 - 1973年4月）
現行標誌
集團統一標誌
集團子公司標誌（東急不動産）
集團子公司標誌（伊豆急行）

## 外部連結
- 官方网站 （日語）（英文）